# Nielson Nogueira Dias
Nielson Nogueira Dias é um ex-árbitro de futebol da FEDERAÇÃO Pernambucana e faz parte do quadro de árbitros da Confederação Brasileira de Futebol (CBF).
Ele já tinha sido afastado do quadro de medalhas da CBF em 2010 
mas voltou em 2012 ao quadro da CBF, depois no mesmo ano foi afastado por 90 dias da CBF e voltou novamente ao quadro da entidade.Das poucas notícias que se tem da Biografia de Nielson Nogueira Dias se sabe que além de Arbitro ele também é Capitão da PM de Pernambuco.